# Monte Gassan
Monte Gassan (月山 Gassan?) es la más alta de las Tres Montañas de Dewa en la antigua provincia de Dewa (hoy en día prefectura de Yamagata). El Santuario Gassan se sitúa en la cima de la montaña, a 1984 metros sobre el nivel del mar.
Debido a la fuerte nevada de invierno, la montaña y el santuario son inaccesibles durante largos períodos del año; Sin embargo, se puede esquiar en la montaña de abril a mediados de verano.

## Galería

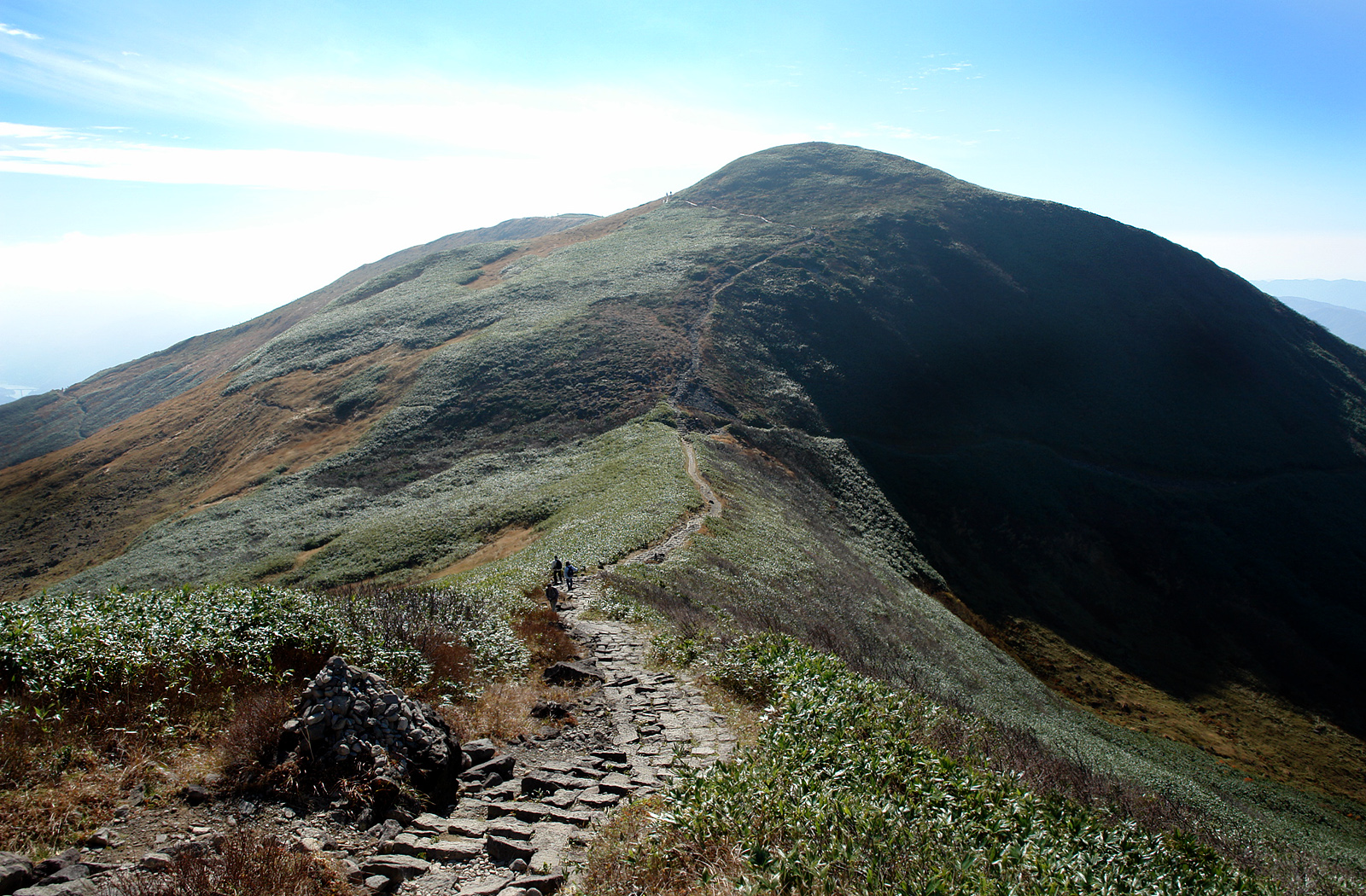
Cresta de la montaña
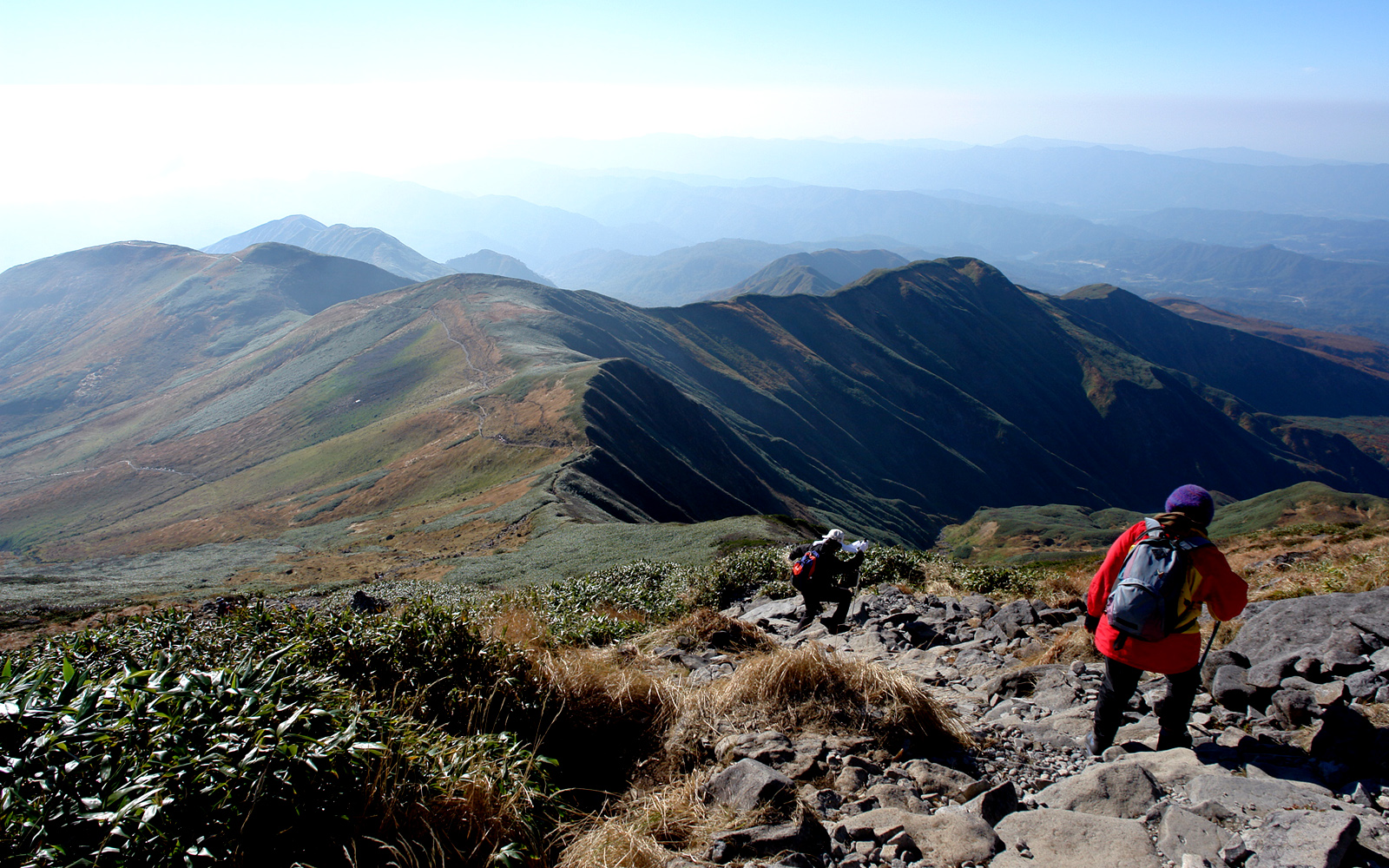
Cresta de la montaña
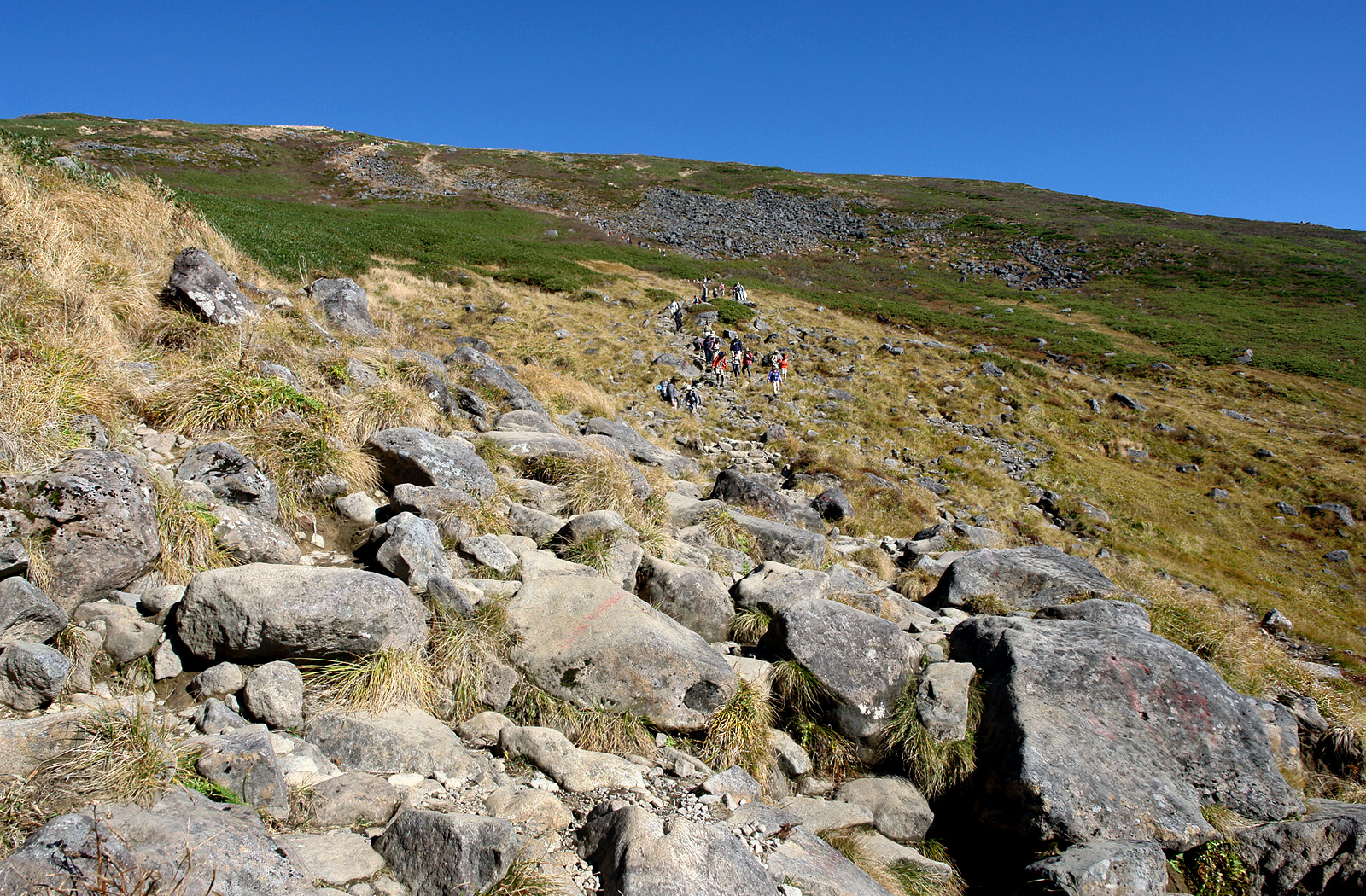
Pendiente
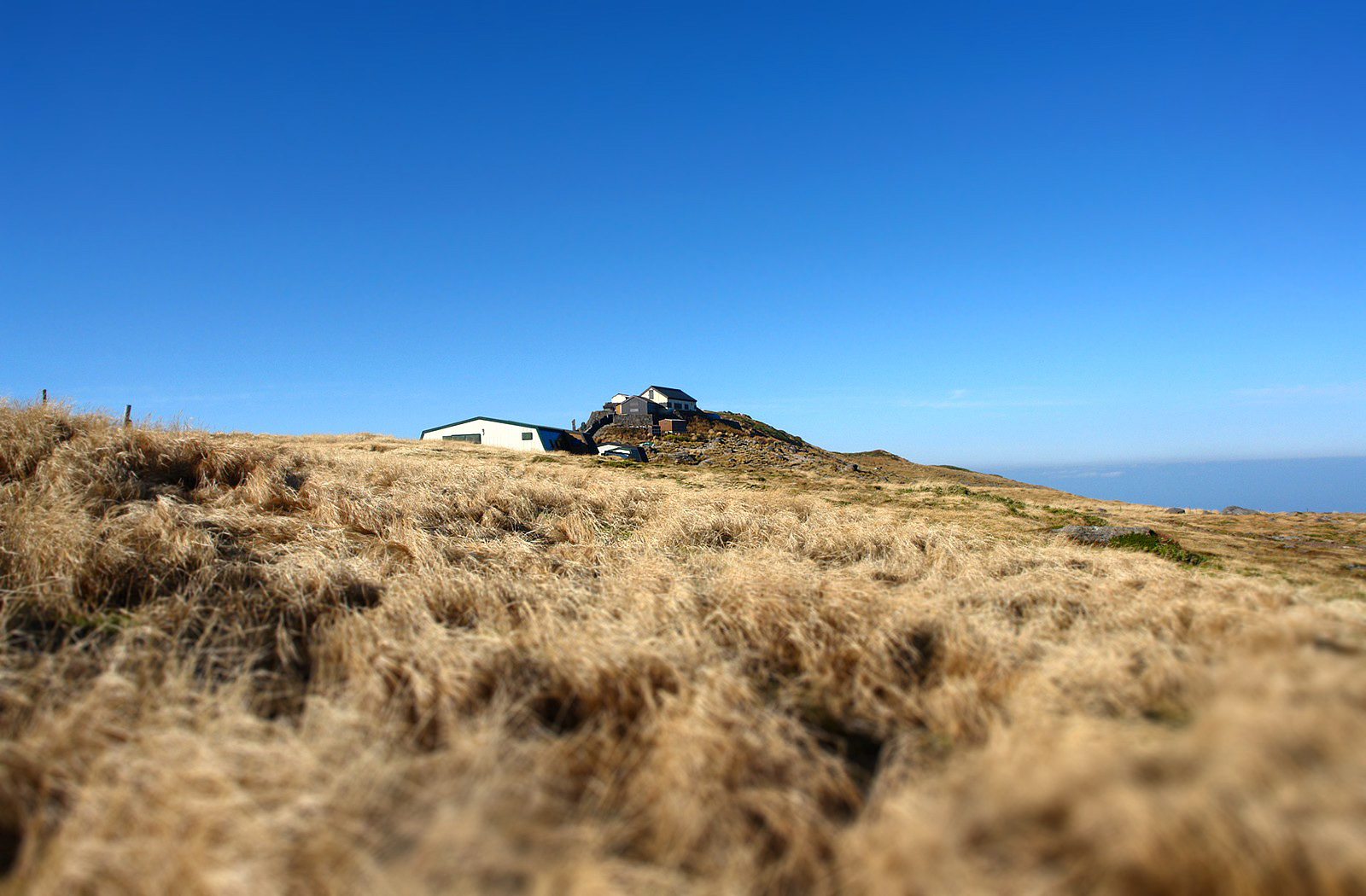
Albergue de montañana
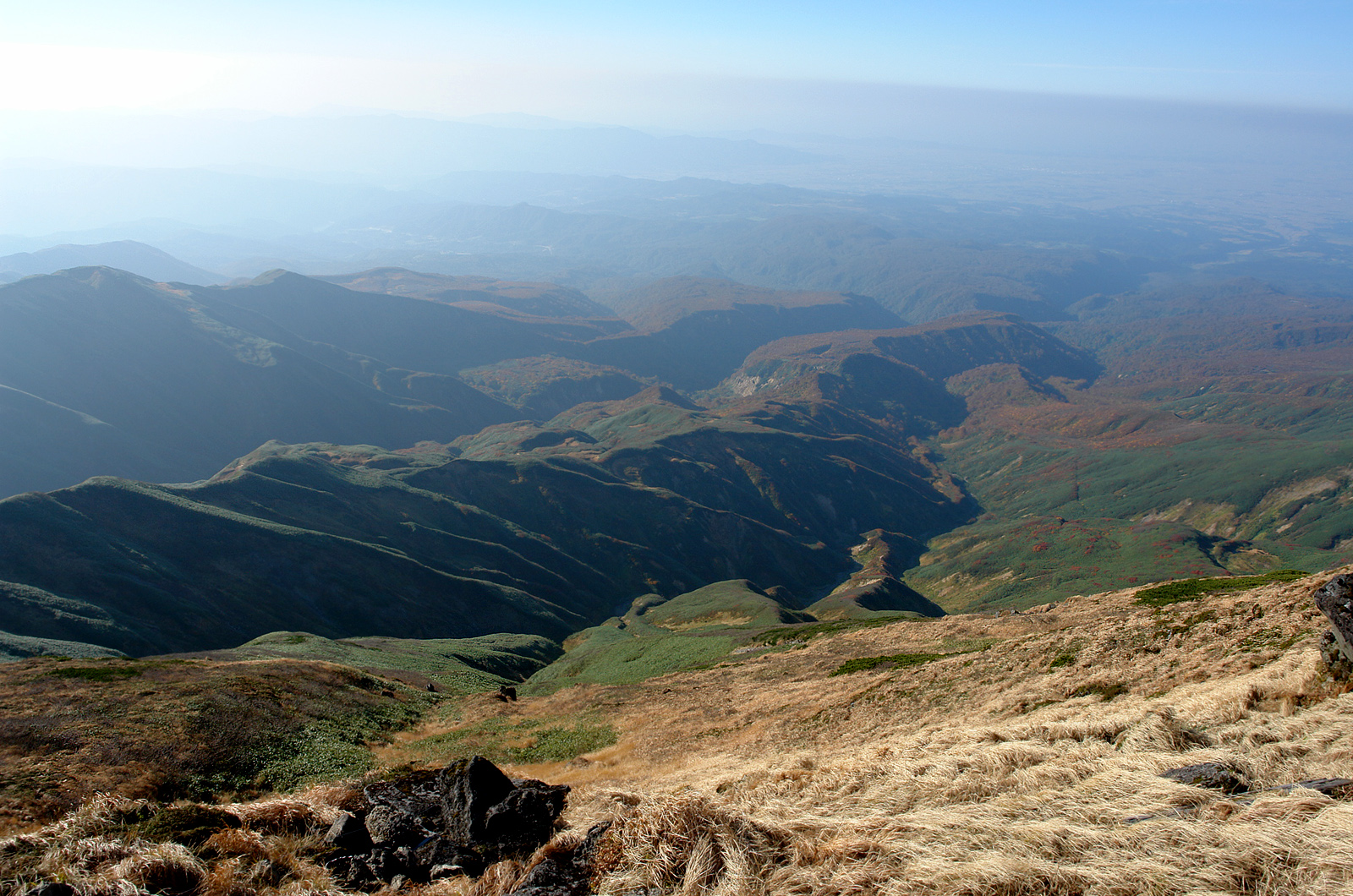
Vista dese la cima
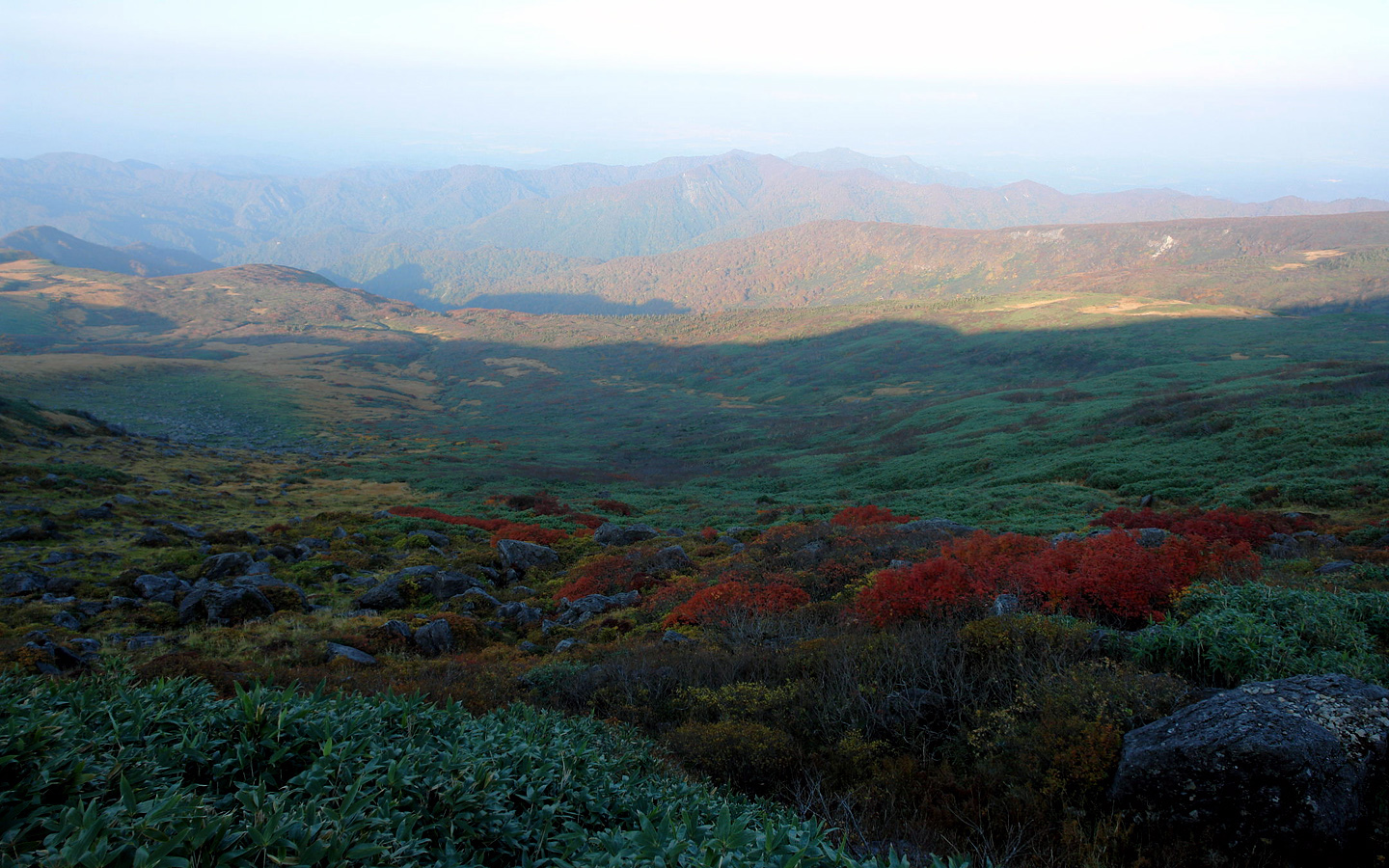
Tinte otoñal
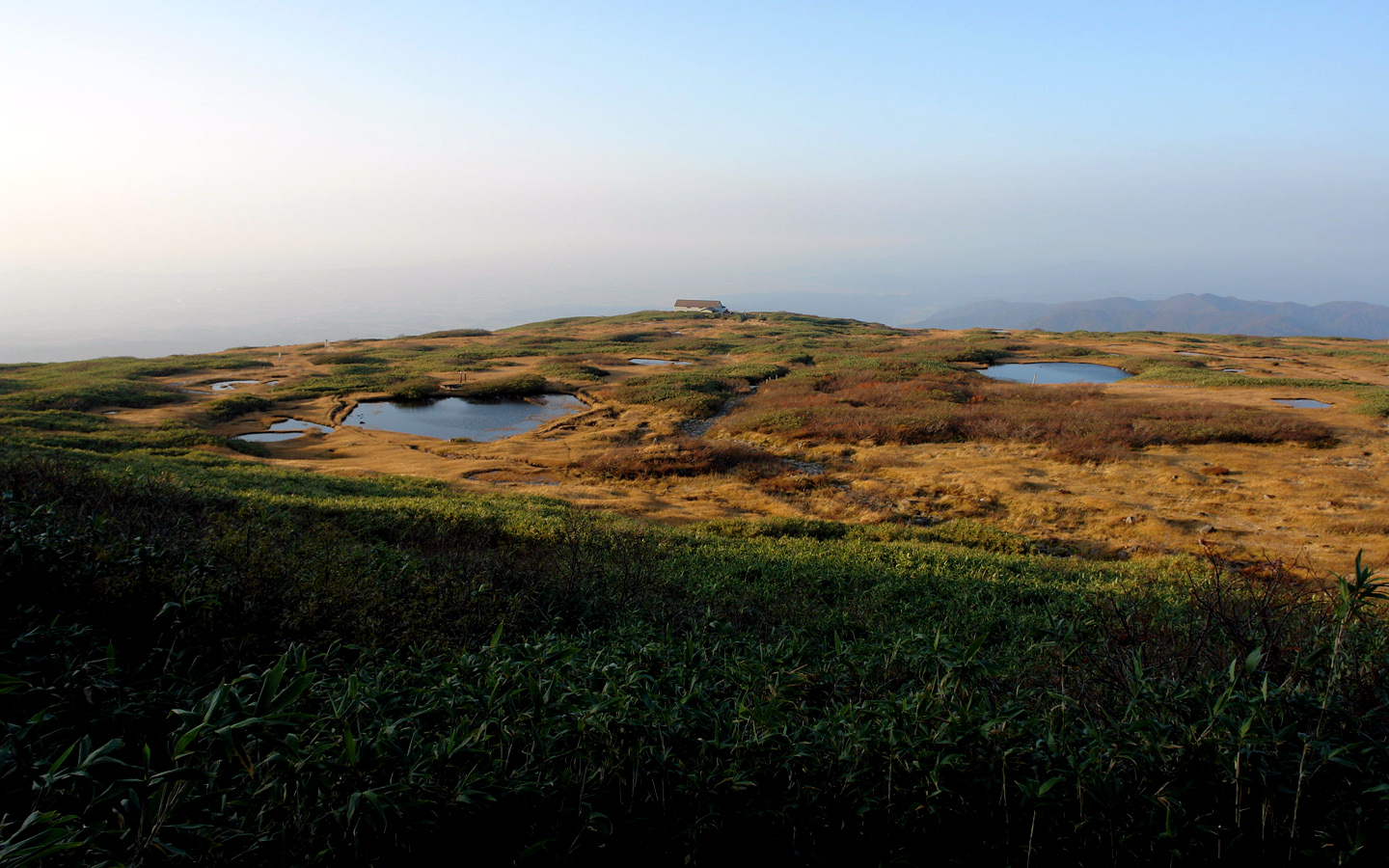
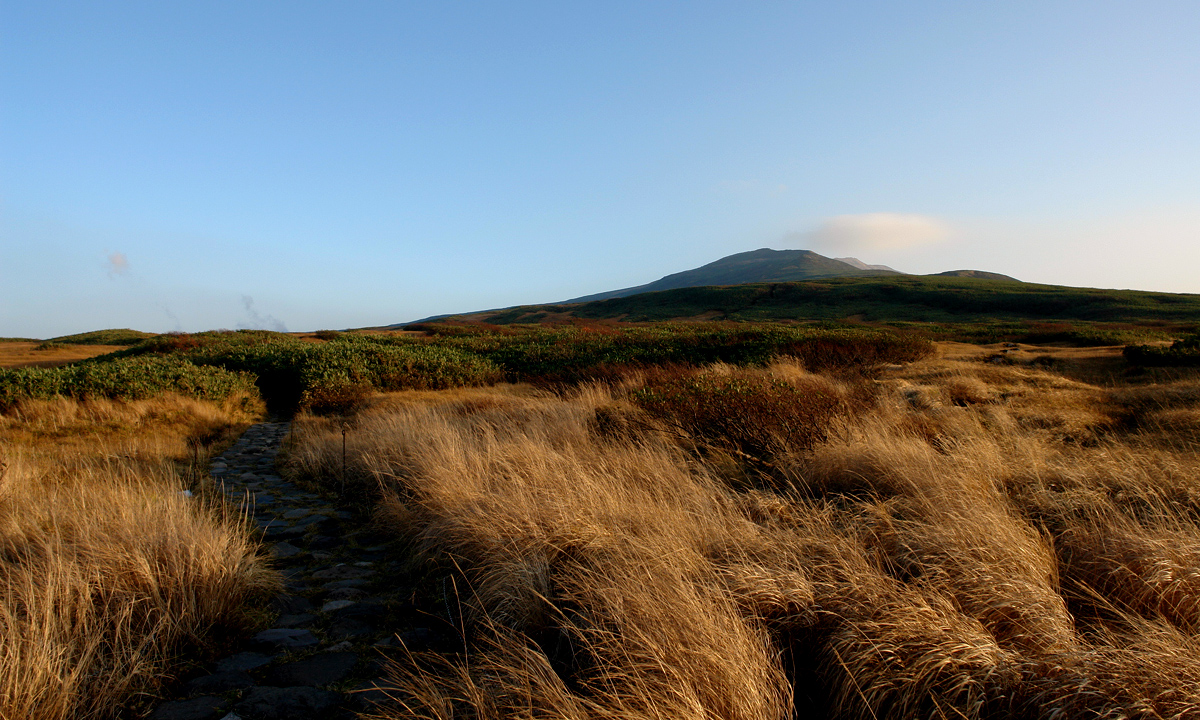
Gassan Midagahara
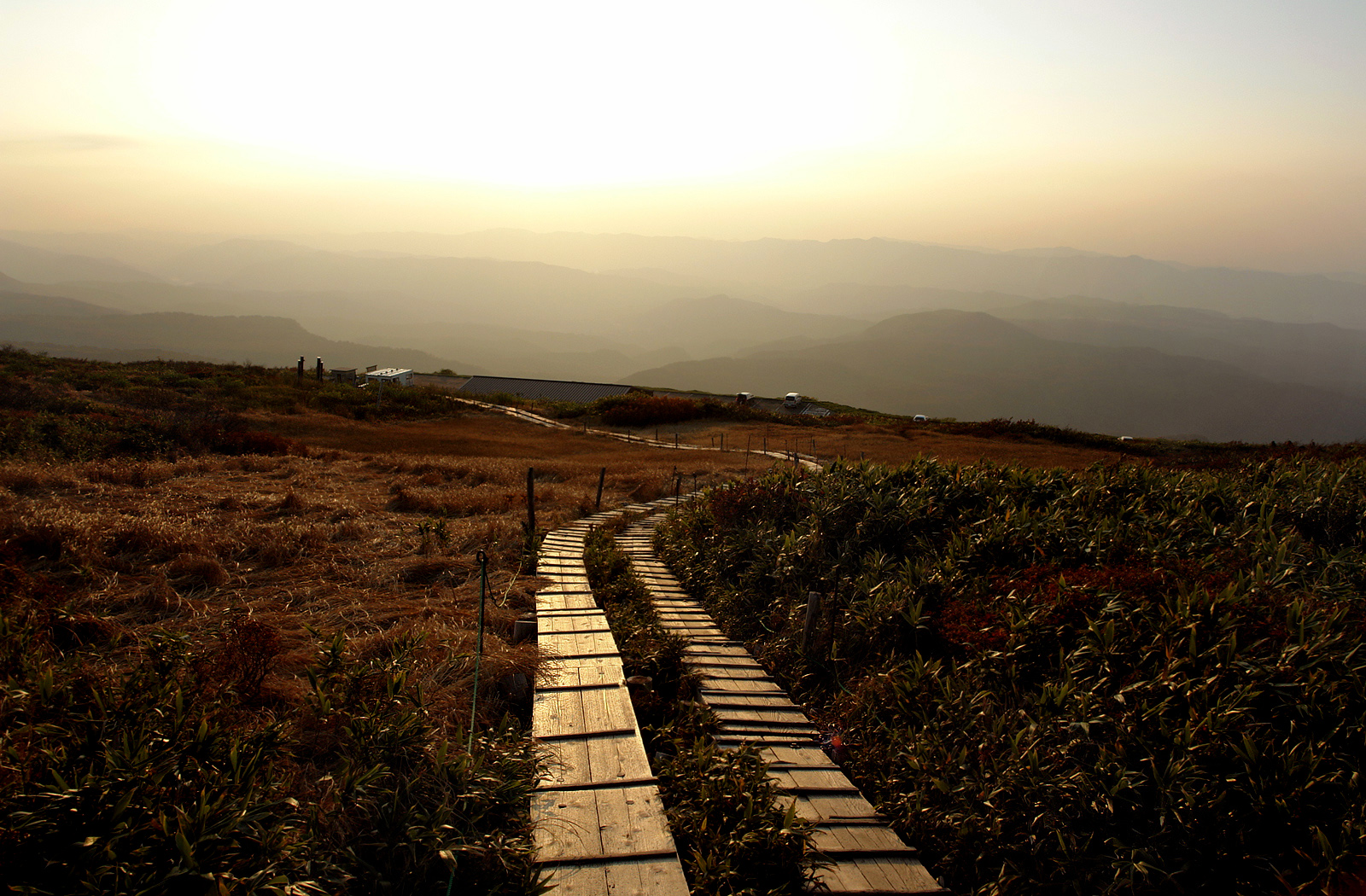
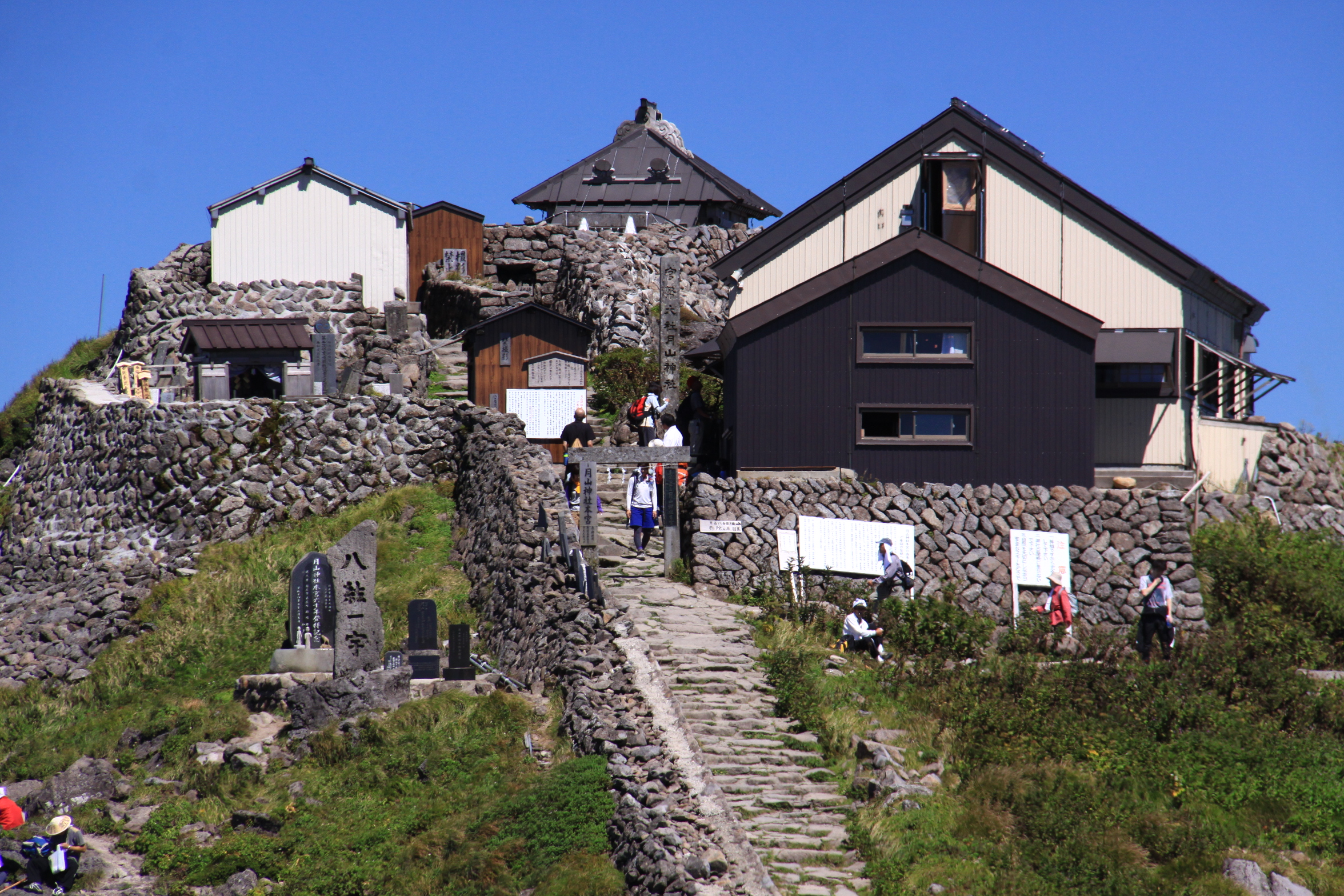
Santuario Gassan en la cumbre